# Люсдаль, Кристин
Кристин Анна Люсдаль (норв. Kristin Anna Lysdahl; 29 июня 1996, Берум, Норвегия) — норвежская горнолыжница. Чемпионка мира 2021 года в командном первенстве, бронзовый призёр Олимпийских игр 2018 года в аналогичной дисциплине.

## Карьера
В марте 2015 года 18-летняя Кристин Люсдаль завоевала бронзовую медаль в скоростном спуске чемпионата Норвегии. Национальное первенство 2017 года стало очень успешным для норвежки: она выиграла комбинацию, стала второй супергиганте и гигантском слаломе, а также третьей — в скоростном спуске. Двукратной чемпионкой своей страны Люсдаль стала в 2019 году, показав одинаковое время с Марен Скьёльд и разделив тем самым с ней 1-е место в слаломе.
В 2016 году приняла участие в юниорском чемпионате мира по горнолыжному спорту и в составе норвежской команды завоевала «бронзу» в командном первенстве.
В рамках горнолыжного Кубка мира спортсменка дебютировала в декабре 2016 года. Она ни разу не становилась призёром этих соревнований; лучшим результатом является 5-е место в слаломе на этапе в чешском Шпиндлерув-Млине.
В 2018 году Люсдаль была включена в заявку Норвегии для участия в зимних Олимпийских играх в Пхёнчхане. В личных дисциплинах высоких результатов не показала, однако в коллективе с Себастьяном Фосс-Солевогом, Ниной Хавер-Лёсет, Лейфом Кристианом Нествольд-Хёугеном, Йонатаном Нордботтеном и Марен Скьёльд завоевала бронзовую олимпийскую медаль в командных соревнованиях.
Люсдаль выступала на 4 чемпионатах мира (2017, 2019, 2021 и 2023). Первой медалью на этом уровне для неё стало «золото» 2021 года в командном первенстве, в котором она в связи с травмой колена числилась запасной.

## Результаты

### Олимпийские игры
| Год  | Возраст | Слалом | Гигантский слалом | Супергигант | Скоростной спуск | Комбинация | Команда |
| ---- | ------- | ------ | ----------------- | ----------- | ---------------- | ---------- | ------- |
| 2018 | 21      | 25     | 18                | —           | —                | —          | 3       |

### Чемпионаты мира
| Год  | Возраст | Слалом | Гигантский слалом | Супергигант | Скоростной спуск | Комбинация | Команда |
| ---- | ------- | ------ | ----------------- | ----------- | ---------------- | ---------- | ------- |
| 2017 | 20      | —      | 23                | 27          | 24               | 17         | 5       |
| 2019 | 22      | DNF    | 20                | —           | —                | —          | 5       |
| 2021 | 24      | 7      | 16                | —           | —                | —          | 1       |

### Подиумы на этапах Кубка мира (1)
| № | Сезон   | Дата        | Место проведения | Дисциплина          | Место | Отчёт |
| - | ------- | ----------- | ---------------- | ------------------- | ----- | ----- |
| 1 | 2021/22 | 13 ноя 2021 | Цюрс             | Параллельный слалом | 3     |       |